# إيفان السادس
القيصر  إيفان أنطونوفيتش (23 أغسطس 1740- 16 يوليو 1764) إمبراطور روسيا التاسع خلفا لخالته الإمبراطورة آنا إيفانوفنا بنت القيصر إيفان الخامس بن القيصر أليكس الأول. استلم إيفان السادس مقاليد السلطة في عمر الشهرين في أكتوبر 1740، وفي نوفمبر أعلنت والدته آنا ليوبولدوفنا وصية ابنها على العرش، ودام حكمه تحت وصاية والدته 14 شهرا حتى أسقطه الحرس الإمبراطوري تحت قيادة الإمبراطورة إليزافيتا بيتروفنا أو إليزابيث ابنة القيصر بطرس الأكبر أو (بيتر الأول) . قامت الإمبراطورة كاثرين الأولى بنفي الطفل ووالدته إلى ريغا.
توفيت والدته وعمره 16 سنة، مرت سنة واحدة وشهدت البلاد انقلابا آخر دبرته ابنة بطرس الأكبر يليزافيتا بيتروفنا بالدعم من ضباط الحرس القيصري. وأمرت الإمبراطورة الجديدة يليزافيتا بنفي عائلة براون شفيغ إلى إقليم ارخانغيلسك في شمال البلاد حيث تم عزل الصبي ايفان عن أبويه وهو في عمر سنة وثلاثة أشهر. إلا أن يليزافيتا كانت طيلة حكمها القيصري تخاف من حياكة المؤامرات ضدها استعانة بالإمبراطور السابق الطفل المعزول. لذلك أمرت عام 1756 بنقله إلى قلعة شليسينبورغ.
شهد عهدا يليزافيتا بيترافنا وكاترينا الثانية عدة محاولات لتحرير إيفان السادس من السجن ورفعه إلى العرش الروسي مجددا، ولكن تمخضت المحاولة الأخيرة التي دبرت عام 1764 عن مقتل إيفان السادس وخلفته الإمبراطورة إليزابيث.
(المزيد)[وصلة مكسورة]